# Nefer
Nefer war ein hoher Beamter in der altägyptischen 4. Dynastie. Er war unter anderem Schatzhausvorsteher (Imi-ra-per-hedj) des Pharao und königlicher Schreiber. Verheiratet war er mit Wenanches (Name ursprünglich irrtümlich als Meresanch gelesen).

## Titel
| Transkription           | Übersetzung                                   |
| ----------------------- | --------------------------------------------- |
| jm3ḫ(w) ḫr nb=f (rˁ nb) | Der Versorgte bei seinem Herrn (jeden Tag)    |
| jmj-rˁ pr-ˁḥ3           | Vorsteher des Waffenmagazins                  |
| jmj-rˁ pr-ḥḏ            | Schatzhausvorsteher                           |
| jmj-rˁ prwj-ḥḏ          | Vorsteher der Beiden Schatzhäuser             |
| jmj-rˁ ẖkrt-nswt nb     | Vorsteher allen Königsschmucks                |
| jmj-rˁ sšw ˁ nswt       | Vorsteher der Urkundenschreiber               |
| jmj-rˁ sšw ˁprw         | Schreibervorsteher der Schiffsmannschaften    |
| jmj-rˁ sšw ẖrj-ˁ nswt   | Vorsteher der Schreiber der königlichen Akten |
| jmj-rˁ st ḏf(3)         | Abteilungsleiter der Speisen                  |
| [irr?] mrr nb=f         | [Der tut] was sein Herr liebt                 |
| wr mḏw Šmˁw             | Großer der zehn von Oberägypten               |
| mrj nb=f                | Von seinem Herrn geliebt                      |
| rḫ nsw                  | Bekannter des Königs                          |
| ḥrj-sšt3 nswt m swt nbt | Geheimrat des Königs an allen Orten           |
| ḥq3 ḥwt                 | Gutsvorsteher                                 |
| ḫrp ˁpr(w) nfr(w)       | Leiter der aktiven (Matrosen)abteilung        |
| s3b nḫt ḫrw             | Kontrolleur der Richterschaft                 |
| sš pr-ˁ3                | Bekannter des Königs                          |

## Sein Grab

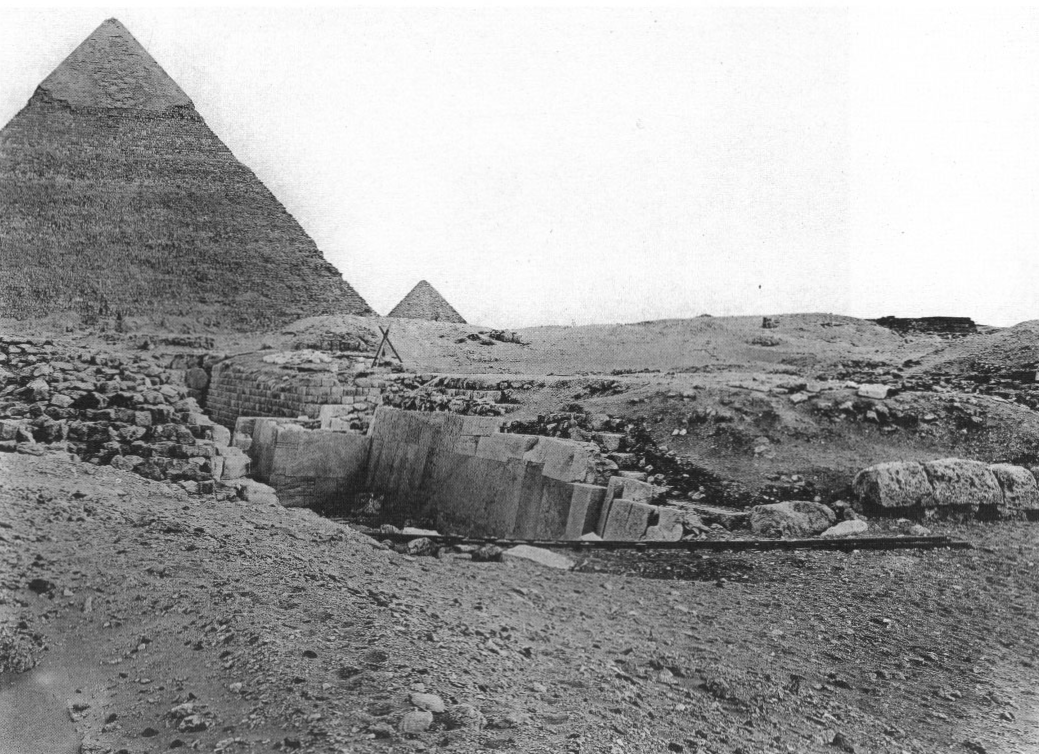
Grabungsfoto der Mastaba des Nefer; im Hintergrund die Chephren- und die Mykerinos-Pyramide

Seine Einschachtmastaba G 2110 auf dem Westfriedhof der Nekropole von Gizeh wurde 1905 von George Andrew Reisner ausgegraben. Eine Nachuntersuchung fand 1932 statt. Die aus Turakalkstein errichtete und mit feinen Reliefs ausgestattete Grabkapelle wurde nachträglich an den mit Kalkstein verkleideten Kernbau angebaut. Es handelt sich um eine der wenigen Grabkapellen in der Westnekropole, die fertiggestellt wurden. Entdeckt wurde die Mastaba bereits 1857 von Auguste Mariette. Der Vizekönig von Ägypten schenkte eines der Reliefs dem Prinzen Napoleon. Das Relief befindet sich heute im Louvre (B 51). Andere Reliefteile wurden später geplündert und sind heute in Rom, Kopenhagen, Boston und Birmingham zu sehen. Im Besitz des Museum of Fine Arts in Boston ist eines der am besten erhaltenen Reliefs (MFA 07.100). Es zeigt Nefer mit vier Schreibern, die namentlich genannt werden. Auffallend ist seine Adlernase, die auch der sehr gut erhaltene Ersatzkopf, der 1905 im Schacht A gefunden wurde, aufweist.
Ersatzkopf und Grabkapelle mit kunstvollen Reliefs machen die Datierung etwas schwierig. Peter Jánosi vermutet, dass die Grabkapelle erst später angebaut wurde.